# Szanyi Péter
Szanyi Péter (Rákosszentmihály, 1947. november 2. –) magyar szobrászművész. Lánya, Szanyi Borbála is szobrász.

## Élete, munkássága

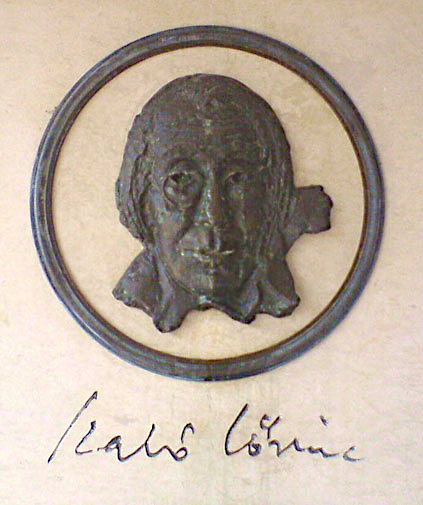
Szanyi Péter: Szabó Lőrinc-relief (Miskolc, Szabó Lőrinc Általános Iskola)

Szanyi Péter 1966-tól 1968-ig – miután nem vették fel a Képzőművészeti Főiskolába – kőfaragást tanult, és ezzel párhuzamosan a budapesti Dési Huber István Szabadiskolába járt, ahol Laborcz Ferenc volt a tanára. 1968-ban nyert felvételt a Főiskolára, Somogyi József osztályába. Szobrász-tanári diplomáját 1972-ben szerezte meg, de ezt követően még egy évig a Főiskola mesterképző szakán tanult tovább. 1973–1974-ben a Fiatal Képzőművészek Stúdiójának ösztöndíjasa volt, majd 1976-ban elnyerte Miskolc város művészeti ösztöndíját. 1974-től élt Miskolcon, a Derkovits utcai művésztelepen. 1991-ben Budapesten is berendezett egy műtermet, azóta ott dolgozik. 1982-től 1984-ig Derkovits-ösztöndíjas volt.
Munkássága során tanulmányutak során vett részt (Szovjetunió, Franciaország, Nagy-Britannia, Románia, Olaszország, Bulgária, Hollandia, Amerikai Egyesült Államok, Görögország stb.), ugyanakkor számos hazai és külföldi művésztelepen dolgozott: Rusze (Bulgária), Szenyezs, Vologda (Szovjetunió), Eperjes (Szlovákia), Katzow (Németország), Carhaix (Franciaország), Dés (Románia), valamint Encsen, Szekszárdon és Dunaújvárosban.
Szobrászi tevékenysége kiterjed az emlékműszobrászatra, az éremművészetre, a kisplasztikára, még pénzérméket is tervezett. A felhasználható anyagok szinte mindegyikét megmunkálja: gipsz, bronz, kő, acél, ólom, öntöttvas, beton. Farag, hegeszt, viaszveszejtésés technikával dolgozik, mintáz, hatalmas, térbe kihúzott vonalakat idéző szerkezeteket készít. Alkotásai számos hazai és külföldi közgyűjteményben megtalálhatók: British Museum (London), Centre Dantesco (Ravenna), Herman Ottó Múzeum (Miskolc), Janus Pannonius Múzeum (Pécs), Magyar Nemzeti Galéria, (Budapest), Miskolci Galéria (Miskolc), Musea Minci a Medaili Kremnica (Körmöcbánya), Semmelweis Orvostörténeti Múzeum (Budapest).

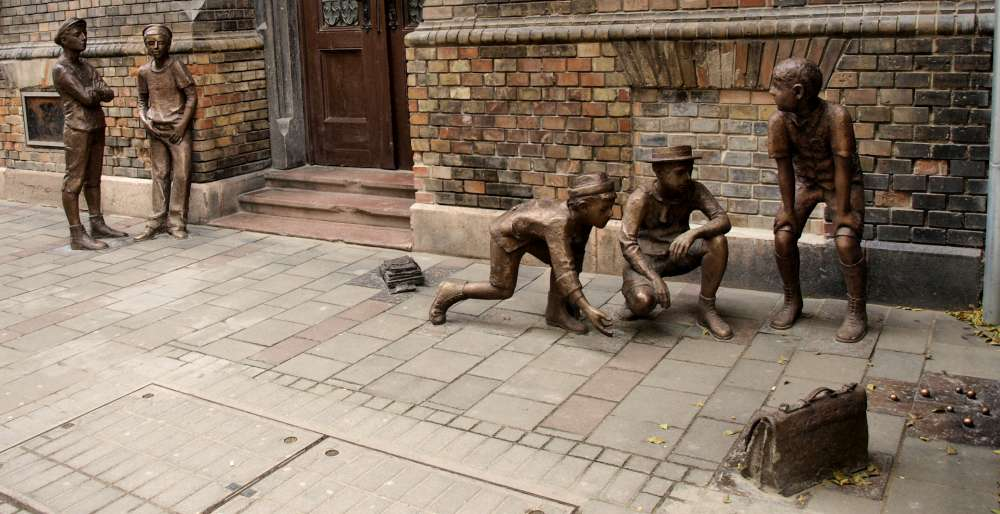
Szanyi Péter: A Pál utcai fiúk szoborcsoportja (Budapest, Práter u. 11.)

Szanyi Péter részt vesz a szakmai közéleti munkában is, tagja a Magyar Köztársaság Művészeti Alapjának (1973-tól), a Magyar Képzőművészek és Iparművészek Szövetségének (1976-tól), 1976-tól az AIAP, 1990-től a FIDEM tagja, 1980-ban a Borsodi Fiatal Alkotók Társaságának alapító tagja, 1973-tól 1984-ig pedig a Fiatal Képzőművészek Stúdiója tagja is volt. 2001-től a Magyar Szobrász Társaság tagja, 1999-től 2008-ig a MKISZ szobrász szakosztályának elnöke volt. Munkáit és munkásságát díjakkal is elismerték: 1981-ben a Ravennai Dante Biennále aranyérmét, 1983-ban pedig ugyanitt a zsűri különdíját nyerte el. 1996-ban megkapta Dunaújváros Tiszteletbeli Polgára címet, 1996-ban pedig a miskolci Kondor Béla-díjat.
Már pályafutása elején kialakult művészi elképzelése. Erről adnak bizonyságot 1974-ből származó szavai: „Szeretnék kevés eszközzel minél többet elmondani. Célom a bonyolult lényeg egyszerű magyarázata. A tapintható gondolat.” Korábbi munkáit sem tartja befejezettnek. „Ami a műteremben marad, azt előbb-utóbb előveszem újra. 'Kalapálom', esetleg levágom a fejét, kiveszem alóla a széket.” „Egyszerre kapcsolódik az európai művészettörténet legértékesebb hagyományaihoz és a ma feladatköreit kereső plasztikai törekvéseihez…” – írta róla 1981-ben S. Nagy Katalin. „Szanyi… egyaránt él az ironizálás, a nosztalgia, a pátosz, az együttérzés, az elidegenedés és az emlékezés lehetőségével.” (Jurecskó László, 1987).

## Egyéni kiállításai

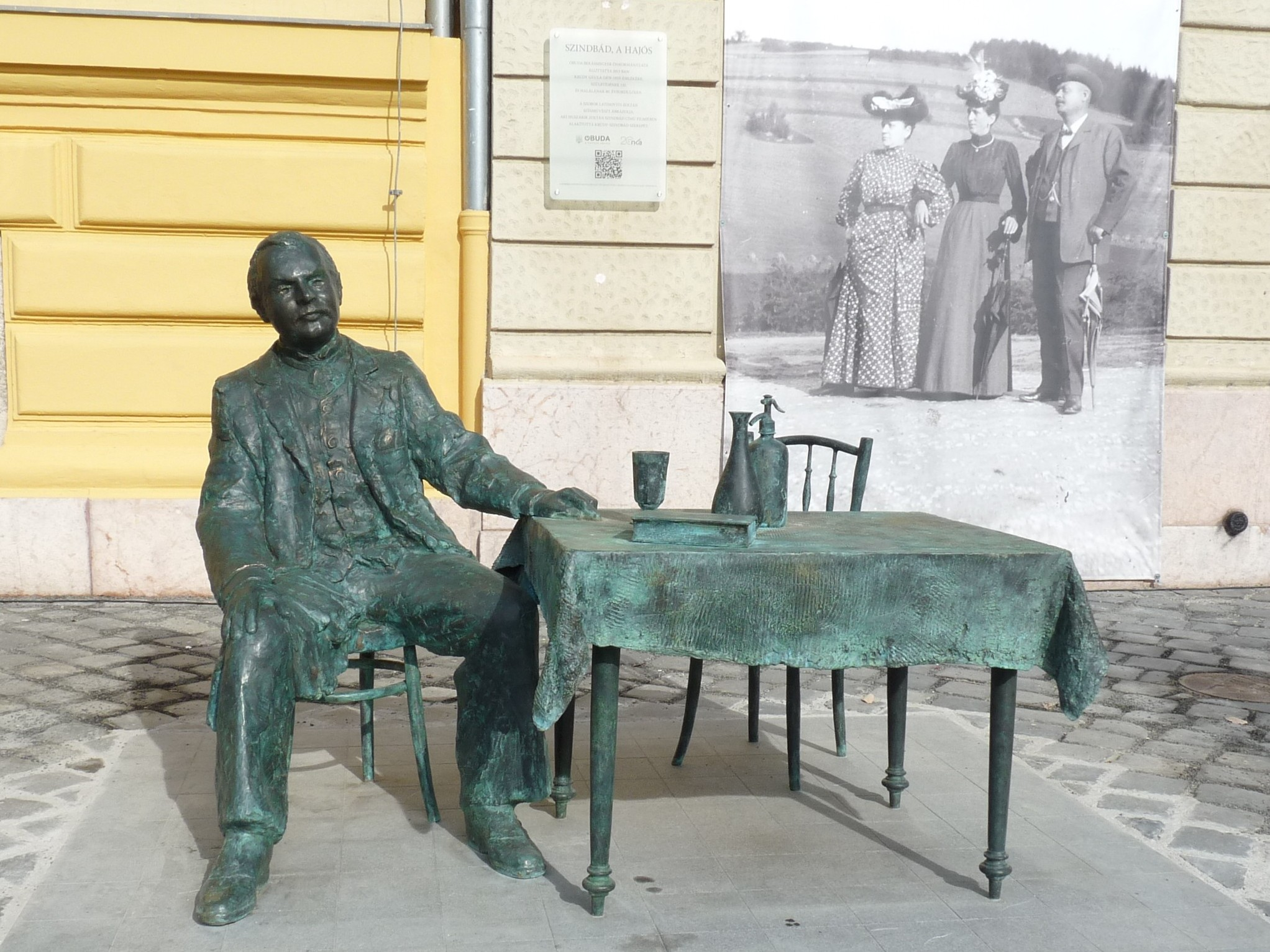
Szanyi Péter: Szindbád, a hajós szobra (Budapest 3. ker., Fő tér 2.)

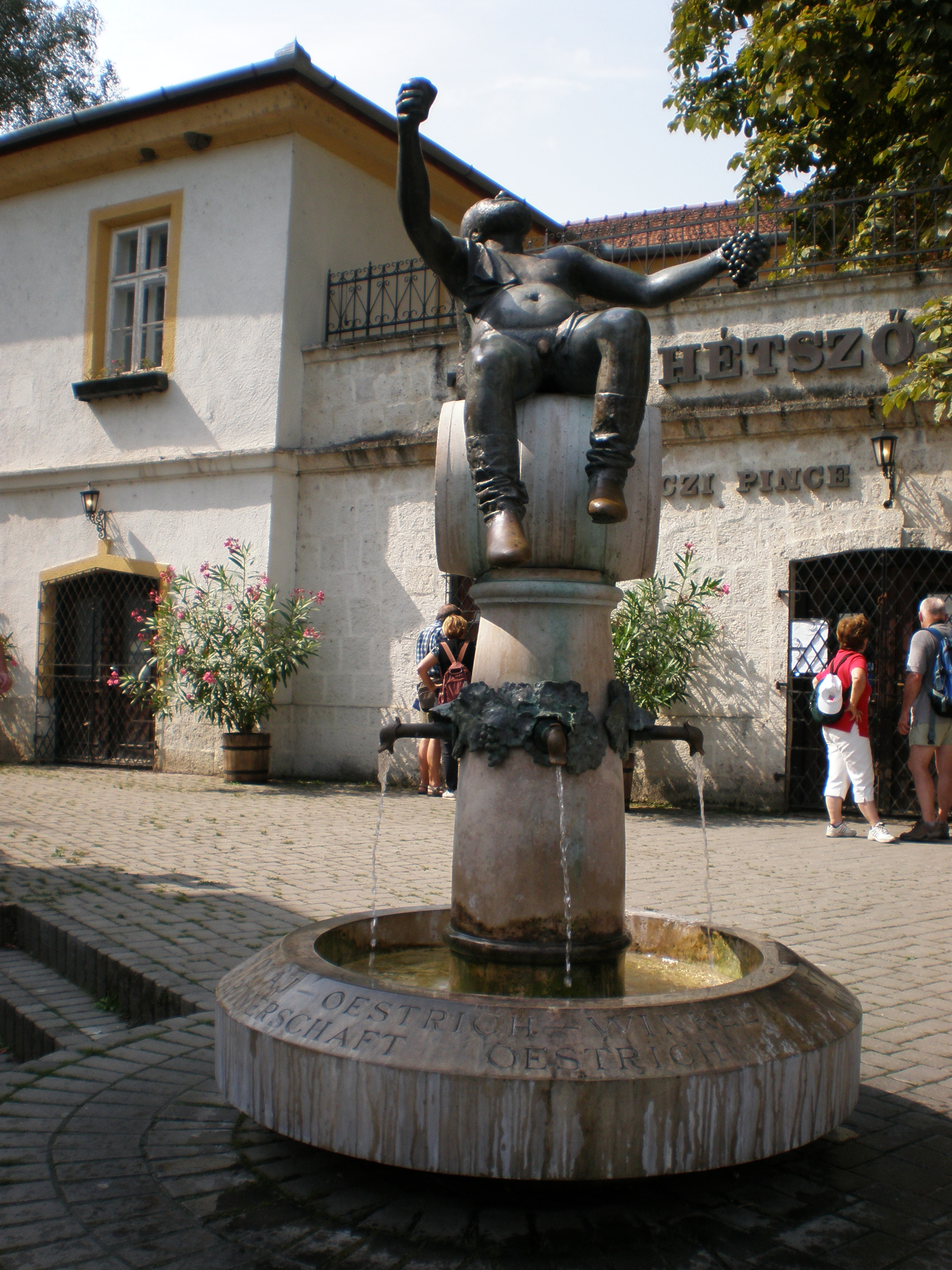
Szanyi Péter: Bacchus (Tokaj)

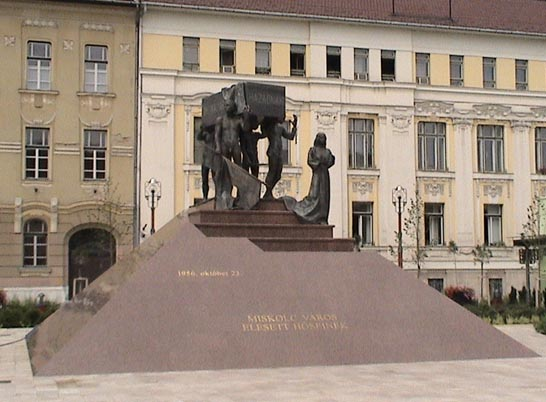
Szanyi Péter: Miskolc elesett hősei (Miskolc, Hősök tere)

- 1973 – Savoyai Kastély, Ráckeve (Dienes Gáborral)
- 1976 – Kossuth Művelődési Ház, Mini Galéria, Miskolc
- 1977 – Zilahy György Művészetbarátok Köre, Tokaj (Varga Évával)
- 1979 – Művelődési Ház, Ózd (Mazsaroff Miklóssal)
- 1979 – Galéria Júliusa Jakobyho, Kassa (Mazsaroff Miklóssal)
- 1981 – Stúdió Galéria, Budapest
- 1981 – Művelődési Központ, Fehérgyarmat (Varga Évával)
- 1983 – Művelődési Ház, Sajóbábony (Varga Évával)
- 1983 – Rákóczi vár, Szerencs (Varga Évával)
- 1985 – Meiderich Kulturwerkstatt, Duisburg (Német Szövetségi Köztársaság)
- 1985 – Galerie/Atelier Kersten, Geertruidenberg (Hollandia), (Sabine Lonty-val)
- 1985 – Vasgyári Kórház, Miskolc
- 1987 – Miskolci Galéria, Miskolc
- 1987 – Kilián György Gimnázium, Miskolc
- 1988 – Metró Klub, Budapest
- 1990 – Művelődési Ház, Tokaj
- 1992 – Városi Galéria, Thesszaloniki (Görögország), (Feledy Gyulával)
- 1992 – Művelődési Központ, Oroszlány (Varga Évával)
- 1993 – Muzikschule, Hagen (Németország) (Kovács Tamás Vilmossal, Tóth Ernővel, Varga Évával)
- 1995 – II. Rákóczi Ferenc Megyei Könyvtár, Miskolc (Varga Évával)
- 1996 – Galerie Atelier Mensch, Hamburg (Németország),
- 1996 – Szerbtemplom, Balassagyarmat
- 1998 – Miskolci Galéria, Miskolc
- 1999 – Városi Galéria, Tiszaújváros
- 2000 – Debreceni Egyetem Konzervatóriuma, Debrecen
- 2002 – Vörösmarty Színház, Székesfehérvár
- 2003 – Dorottya Galéria, Budapest
- 2008 – Miskolc, Kós-ház
- 2011 – Budapest, Városmajori Gimnázium

## Válogatott csoportos kiállításai

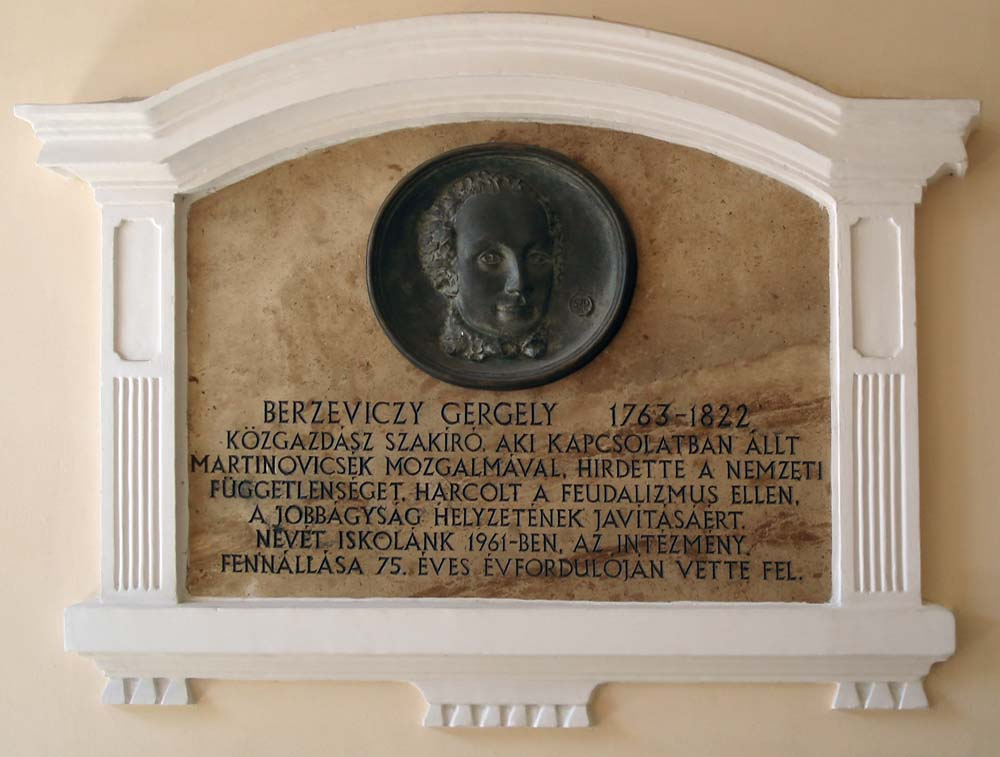
Szanyi Péter: Berzeviczy Gergely domborműve (Miskolc, Berzeviczy Gergely Kereskedelmi és Vendéglátóipari Szakközépiskola)

- 1973 – Stúdió '73, Ernst Múzeum, Budapest
- 1974, 1989, 1993, 1995 – IV., XI., XIII., XIV. Országos Kisplasztikai Biennále, Pécs
- 1977, 1993-1997 – I., IX-XI. Országos Éremművészeti Biennále, Sopron
- 1980-tól Téli Tárlat, Miskolc
- 1981, 1983 – Dante Biennále, Ravenna (Olaszország)
- 1985 – 40 alkotó év, Műcsarnok, Budapest
- 1986 – Manyezs, Moszkva (Szovjetunió)
- 1987 – FIDEM, Colorado Springs (USA)
- 1987 – Művészet ma, II., Budapest Galéria, Budapest
- 1988 – Tavaszi Tárlat, Magyar Képzőművészek és Iparművészek Szövetsége, Műcsarnok, Budapest
- 1992, 1994, 1996 – II., III., IV. Országos Szobrászrajz Biennále, Budatétényi Galéria, Budapest
- 1994 – Kisszobor '94, Vigadó Galéria, Budapest
- 1995 – Helyzetkép/Magyar szobrászat, Műcsarnok, Budapest
- 1996 – FIDEM-kiállítás, Neuchâtel
- 1999 – Fém jelzés, Műcsarnok, Budapest
- 2001 – Szobrászaton innen és túl, Műcsarnok, Budapest

## Díjak, ösztöndíjak

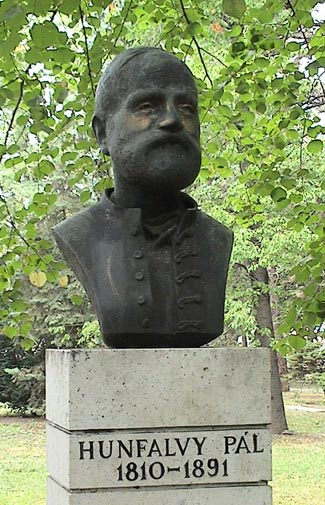
Szanyi Péter: Hunfalvy Pál (Miskolc)

- 1973 – Fiatal Képzőművészek Stúdiója kiállítása, a Művelődési Minisztérium díja
- 1974 – Salgótarjáni Tavaszi Tárlat, Munka és Művészet-díj, Salgótarján
- 1975 – Fiatal Képzőművészek Stúdiója nívódíja
- 1976 – Miskolc Város művészeti ösztöndíja, Miskolc
- 1977 – KISZ Borsod-Abaúj-Zemplén Megyei Bizottságának nívódíja, Miskolc
- 1981 – Nemzetközi Dante Biennále, aranyérem, Ravenna (Olaszország)
- 1982–1985 – Derkovits-ösztöndíj
- 1982 – Plein Air Szimpozion, megosztott 1. díj, Rusze (Bulgária)
- 1983 – Nemzetközi Dante Biennále, a zsűri különdíja, Ravenna (Olaszország)
- 1984 – Miskolci Téli Tárlat díja, Miskolc
- 1985 – Csontváry-érempályázat 1. díja, Pécs
- 1987 – Borsod-Abaúj-Zemplén megyei képzőművészek kiállítása, KISZ Megyei Bizottság díja, Miskolc
- 1990 – Miskolci Téli Tárlat nagydíja, Miskolc
- 1992 – Nemzetközi Szobrászrajz Biennále díja, Budapest
- 1994 – Miskolci Téli Tárlat, Miskolc Város díja, Miskolc
- 1995 – Egri Nyári Tárlat, Borsod-Abaúj-Zemplén Megyei Közgyűlés díja, Eger
- 1995 – XVI. Országos Kisplasztikai Biennále, MKISZ díja, Pécs
- 1995 – Temetőkultúra-pályázat megosztott 1. díja, Budapest
- 1996 – A honfoglaló magyarság kézművessége és hagyatéka-pályázat, az Őskultúra Alapítvány díja
- 1996 – ETNO-ART kiállításai pályázat, 3. díj, Budapest
- 1997 – Kondor Béla-díj, Miskolc
- 2003 – Nemzetközi Éremművészeti és Kisplasztikai Alkotótelep díja, Nyíregyháza-Sóstó
- 2004 – XXIX. FIDEM Nemzetközi Éremművészeti Kiállítás, a Gulbenkian Foundation Lisszabon-díja, Seixal (Portugália)
- 2005 – Salgótarjáni Tavaszi Tárlat, Borsod-Abaúj-Zemplén Megye Önkormányzata díja, Salgótarján
- 2005 – XV. Országos Érembiennále, a Magyar Szobrász Társaság díja, Sopron
- 2005 – XVI. „Arcok és sorsok” Országos Portré Biennále, bronz diploma, Hatvan
- 2007 – XVI. Országos Érembiennále, Kiss Nagy András emlékplakett, Sopron

## Köztéri művek

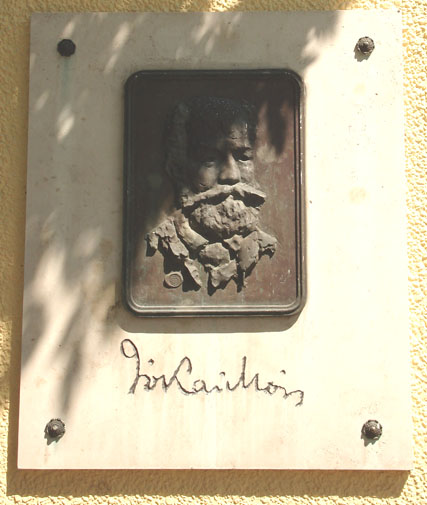
Szanyi Péter: Jókai Mór-dombormű (Miskolc, Jókai Mór Általános Iskola)

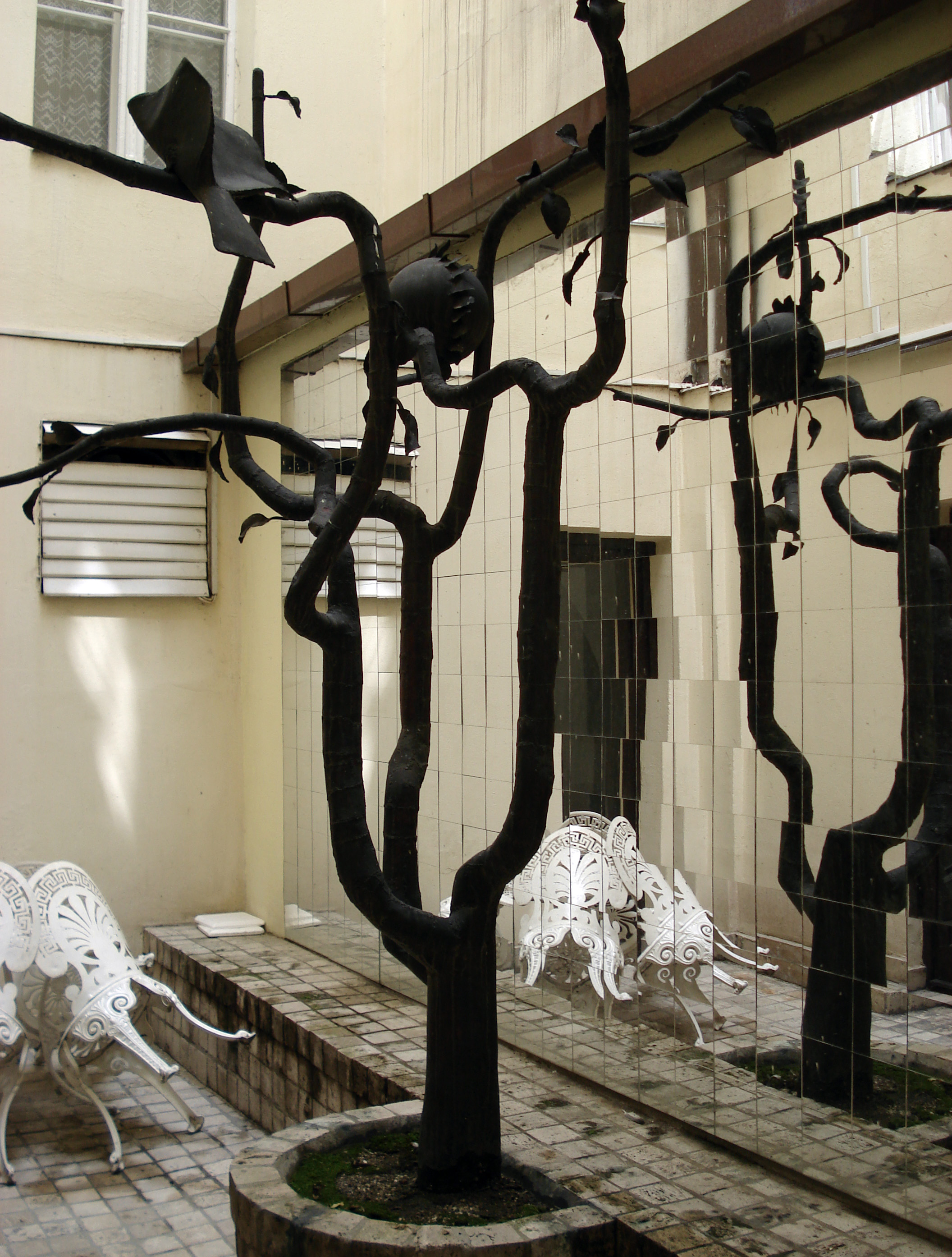
Szanyi Péter: Életfa. Vörösrézlemez szobor a Miskolci Akadémiai Bizottság tükörudvarában

- 1979 – Űrhajós emlékmű (kő, 250 cm), Zalaegerszeg, Űrhajós utca
- 1980 – Napfürdő (bronz, 80 cm), Budapest, Thermal Szálló
- 1981 – Bartók Béla-emléktábla (bronz, kő dombormű, 90x 180 cm), Miskolc
- 1981 – Zene (fa dombormű, 50 m²), Debrecen, Zeneművészeti Főiskola
- 1983 – II. világháborús emlékmű (bronz-beton, 4,5×3×2,5 m), Szerencs, Rákóczi út – Ondi u. sarok
- 1985 – Olefin (vörösrézlemez, 3,5×3,5×4 m), Tiszaújváros, városi park
- 1986 – Életfa (vörösrézlemez, 250 cm). Miskolc, Miskolci Akadémiai Bizottság székháza
- 1986 – Berzeviczy Gergely-emléktábla (kő, bronz dombormű, 120×80 cm), Miskolc, Berzeviczy Gergely Vendéglátóipari és Kereskedelmi Szakközépiskola
- 1986 – Fogadóplasztika (beton, zománc, 800 cm), Sátoraljaújhely, városhatár (lebontották, ill. átalakították)
- 1988 – Hunfalvy Pál (bronz, portré, 63 cm), Miskolc, Népkert
- 1989 – Kaffka Margit-emléktábla (kő, bronz dombormű, 80×120 cm), Miskolc, 35. számú Általános Iskola
- 1990 – Bacchus-kút (bronz, kő, 250 cm), Tokaj, Fő tér
- 1990 – Pegazus-kút (bronz, műkő, 280 cm), Szerencs, Rákóczi Zsigmond tér
- 1991 – Szederkényi Anna-emléktábla (bronz dombormű, 70×43 cm), Mezőnyárád, Szederkényi Anna Általános Iskola
- 1991 – Kitaibel Pál (bronz, kő, portrédombormű, M=5/4), Budapest, Eötvös Loránd Tudományegyetem
- 1991 – Berei Soó Rezső (bronz, kő, portrédombormű, M=5/4), Budapest, Eötvös Loránd Tudományegyetem
- 1992 – Budde Sándor és Pippig Frigyes, a Miskolci Gázgyár alapítói (bronz dombormű betétes kő sztélé, 156×120 cm), Miskolc, József Attila utca
- 1992 – Jókai Mór (bronz, kő, dombormű, 66×48 cm), Miskolc, Jókai Mór Általános Iskola
- 1992 – Szabó Lőrinc (bronz, kő, dombormű, 80×130 cm), Miskolc, Szabó Lőrinc Általános Iskola
- 1992 – Szabó József (bronz, kő, portrédombormű, 53 cm), Budapest, Eötvös Loránd Tudományegyetem
- 1992 – Harangtorony (hegesztett acél, 8,5 m), Eperjes, Tanárképző Főiskola
- 1992 – Aszklépiosz, a gyógyítás istene (bronz dombormű, 100×60 cm), Ricse, Gyógyszertár
- 1993 – A Károli-biblia nyomtatásának helyét megjelölő emléktábla (bronz dombormű, 93×110 cm), Vizsoly, Szent János u.
- 1993 – II. világháborús emlékmű (bronz, kő, 2,5 m), Nikla, Berzsenyi Dániel u.
- 1994 – Vonalak a térben (hegesztett, festett acél, 9×l6x3 m), Katzow (Németország), Szoborpark
- 1994 – Szent Péter (bronz, 160 cm), Sajópetri, Római katolikus templom
- 1995 – Mindszenty József (egész alakos portré, bronz, kb. 1 m), Sajópetri, Római katolikus templom
- 1995 – Carpe diem (hegesztett, festett acél, 600 cm), Budapest, Eötvös Loránd Tudományegyetem, Kémiai Tanszékcsoport
- 1995 – Felhők fölé (acél, 700 cm), Encs, Baross Gábor utca
- 1996 – Európa elrablása (kovácsolt acél, acélcső, hengerelt acél, 6 m), Dés (Románia), városi park
- 1996 – Mementó (hegesztett acél, öntöttvas, 2250×1650×2000 cm), Dunaújváros, Szoborpark
- 2000 – Millenniumi emlékmű (bronz, portrédombormű és állami címer, kb. 2,5×4m), Drégelypalánk, Rákóczi Ferenc u.
- 2000 – Szélkiáltó (figurális szökőkút, bronz, Zsolnay-kerámia, magassága 3 m, medence átmérője 3 m), Szeged, Szeged Plaza
- 2003 – Miskolc város elesett hőseinek emlékműve (bronz, gránit, 6×10×11 m), Miskolc, Hősök tere
- 2005 – Repülős emlékmű (bronz, kő, 3,7 m), Szolnok, Repülő Múzeum
- 2006 – Az 1956-os magyar forradalom és szabadságharc emlékműve (öntöttvas, beton, 5 m), Kazincbarcika, Fő tér
- 2007 – A Pál utcai fiúk v. Einstand (bronz szoborcsoport), Budapest, Práter u. 11.
- 2013 – Szindbád, a hajós (bronz szoborkompozíció), Budapest III. ker., Fő tér 2.